# Pearl Gibbs
Pearl Gibbs (née le 18 juillet 1901 à La Perouse et morte le 28 avril 1983 à Dubbo) est une activiste aborigène d'Australie.
Elle est membre de l'Aborigines Progressive Association (APA) dont elle est secrétaire entre 1938 et 1939 et participa à plusieurs manifestations dont le Day of Mourning de 1938.